# 신탁 통치 반대 운동
신탁 통치 반대 운동(信託統治反對運動) 또는 반탁 운동(反託運動)은 1945년 12월 모스크바 3국 외상 회의의 결과가 알려지자 신탁 통치에 반대하여 일어난 국민 운동이다. 해방 이후 1946년의 남한 지역은 좌·우익이 각각 찬탁과 반탁 진영으로 나뉘어 정치적으로 크게 혼란스러웠다. 김구의 임정 세력은 신탁통치 반대운동을 '제2의 독립운동'으로 간주하고 국민 총동원령을 내렸다. 그러나 신탁통치를 매국으로 간주한 반탁운동은 송진우의 암살을 비롯해 기타 광범위한 백색 테러의 빌미를 제공했다.

## 발단
1943년 3월, 시카고의 「Sun」지(紙) 런던 특파원은 영국 외무상인 안토니 이든이 소련의 한국 합병 가능성에 관해 루즈벨트 대통령과의 의견을 교환했다고 보도했다. 헐 미 국무장관의 회고록에 의하면 1943년 3월 27일, 루즈벨트 대통령은 그에게 한국을 중국, 미국 및 대전 참가국 중 한 두 나라의 관리에 의한 국제 신탁 통치국으로 할 것을 시사하였다.
해방 후 미국의 한반도 신탁통치 구상을 최초로 국내에 전한 것은 1945년 10월 23일 매일신보였다. 미 국무부 극동국장 빈센트의 말을 인용한 기사로서 당시 좌익과 우익 모두 반대 의사를 밝혔다.
1945년 12월 27일에 모스크바 3상회의에서 미국‧영국‧소련 삼국의 외무장관이 모여서 제2차 세계 대전 종전 뒤 여러 문제의 처리에 관해 의논을 하였다. 이때 한국에 대한 신탁 통치안도 논의하였으며, 그 결과 미‧소 공동 위원회를 구성하여 신탁 통치를 한다고 결론을 내렸다. 한국에서는 이 사실이 알려지자 이에 반대하여 신탁 통치 반대 운동이 일어났다.
이때 미국 국무 장관 번스는 한국인 참여가 제한된 5년 동안의 신탁 통치안을 핵심으로 한 한국 문제 해결 방안을 제시하였고, 이에 대해 소련은 한국에 독립을 부여하기 위한 민주주의적 임시 정부 수립과 신탁 통치를 5년 이내로 한정함을 핵심으로 하는 수정안을 제안하였다. 이 소련 측 수정안을 미국 측이 다시 수정하여 12월 28일에 〈모스크바 3국 외상 회의 결정서〉를 발표했다.
한편 상하이에서 해방 소식을 접하고 아무런 준비 없이 귀국한 임정은 내무부 산하에 조선총독부 고등 문관 시험을 합격하고 총독부 고위 관료를 지낸 관료들을 흡수하여 '행정 연구 위원회'를 설치하고 대한민국 임시정부의 정권 인수 작업에 돌입하고 있었다.

## 신탁통치 발표와 오보 사건

### 반탁운동과 오보

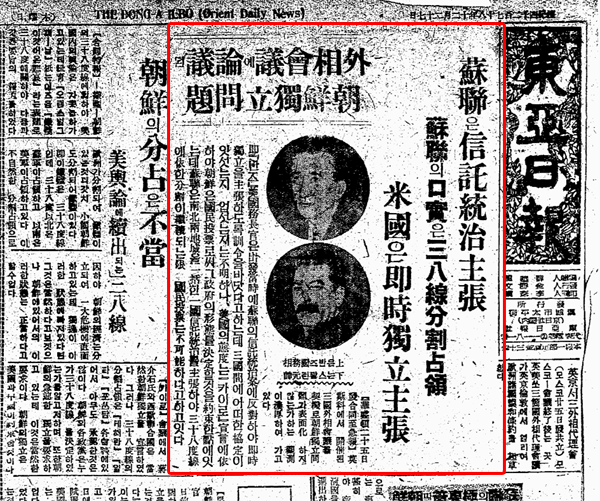
1945년 12월 27일자 동아일보에 실린 1면 기사. 기사 내용에는 '외상회의에 논의된 조선독립문제- 소련은 신탁통치주장, 소련의 구실은 38선 분할 점령, 미국은 즉시독립주장'이라 쓰여있다. 미국에 특파원이 없던 국내 신문사들은 UP와 AP 통신의 기사를 받아서 보도했다.

원래 모스크바 3상 회의의 안건은 공식적으로 28일에 발표되기로 되어 있었으나 12월 25일 AP 통신과 UP 통신이 워싱턴 발 뉴스로 추측 기사를 보도했다. 국내의 통신사 중 우익 계열의 합동통신은 AP 통신으로부터, 좌익 계열의 조선통신은 UP 통신으로부터 이 기사를 26일 밤에 전달받았다. 소련이 신탁통치를 주장했다는 소식에 당황한 좌익 계열의 언론은 이 뉴스를 보도하지 않았으나 합동 통신으로부터 이 뉴스를 전달받은 대부분의 신문은 다음 날 제1면에 이 소식을 일제히 보도했다. 흔히 동아일보 오보(誤報) 사건으로 잘못 알려져 있으나, 동아일보가 당시 우익의 입장에서 선동적인 기사를 지속적으로 쓰고 있었기에 그동안 이것을 의도적인 오보로 해석한 입장이 정설로 전해진 탓이다. 그러나 좌익 계열을 제외한 거의 모든 언론이 이 뉴스를 대서특필했으며, 더 나아가 당시 AP 통신으로부터 같은 내용의 속보를 받아 보도한 해외 언론의 사례도 있다.
처음부터 찬탁을 했다고 알려졌던 박헌영은 1945년 12월부터 한민당 계열에 의해 신탁통치를 찬성한다는 오명을 썼다. 한민당이나 동아일보의 주장과는 달리 1946년 1월 16일 경까지만 해도 그는 신탁통치에 찬성하지 않았다.
1945년 12월말 신탁통치 결정 직후 박헌영은 신탁통치를 반대했다. 1946년 1월 5일 미국 뉴욕타임즈 기자 존스턴 등 내외신 기자단과 인터뷰하였다. 인터뷰에서 박헌영은 현재 한국은 소비에트화할 단계가 아니라고 말하고 미군정이 반탁운동에 라디오 사용을 허락하는 등 반탁운동을 옹호, 고무하고 있다, 인민위원회 등 민주주의 세력을 대량으로 검거한다고 비판하였다. 이어 박헌영은 '소비에트 조선이 언제 될지 모르지만, 가령 된다 해도 소비에트 조선은 언제나 독립국이오.'라고 대답했다. 그러나 존스턴 기자는 이를 교묘하게 짜깁기해서 '박헌영은 조선이 소련의 신탁통치를 반대하지 않는다. 또 조선이 몇 십 년 후에는 소련이 편입된다는 의견을 피력했다.'는 내용의 허위기사를 작성했다.

### 박헌영과 찬탁 논란
조선 공산당 책임비서인 박헌영은 3상 회의의 뉴스를 듣고 혼란을 느껴 소련 영사관을 찾았다. 그러나 소련영사 폴리얀스키는 모스크바에 가 있었고, 영사관에서는 본국의 훈령이 없다고 했다. 더군다나 크레믈린의 지령을 간접적으로 전달해주던 타스 통신에서는 3상 회의에 대해 보도도 하지 않았다. 결국 박헌영은 12월 28일 밤 38선을 넘었다. 그는 29일 오후에 김일성과 두 번째 만남을 가졌고 이틀 후인 31일에, 모스크바에 갔다가 돌아온 민정담당 부사령관 로마넨코와 서울총영사 폴리얀스키가 참석한 북조선 공산당 집행위원회에 참석했다. 박헌영은 서울의 반탁 주장이 거세다고 보고했지만, 소련의 지침은 찬탁이었다. 북한의 세력은 통합되어 있으니 남한의 좌익 세력을 합치면 남한의 나머지 세력에 비해 절대적인 우위에 놓일 수 있다는 것이었다. 미소 공동위원회가 열리더라도 신탁통치에 찬성하는 정당 및 사회단체만 임시정부의 구성에 참여할 수 있게 한다면 공산당 계열이 수적인 우위에 놓인다는 것이 소련의 지시였다. 박헌영은 1월 1일 신년회까지 참석하고 다시 38선을 넘었다.
당시 조선 공산당은 공식적으로 입장을 내놓지 않고 있었으나 1월 2일 박헌영은 조선공산당 중앙위원회를 통해 공식적인 태도를 표명했다. 모스크바 3상 회의는 세계 민주주의 발전에 있어서 한걸음 진보한 것이며, 한국에 민주적 임시정부를 수립하는 것은 조선을 위하는 가장 정당한 것이라고 천명했다. 그러면서 신탁통치의 5년 기한인 우리 민족의 탓인데 이 책임을 3국에 돌리고 반대 배격하는 것(김구 일파의 소위 반신탁 운동)은 조선을 위하여 극히 위험천만한 결과를 나타낼 것이라고 주장했다. 그러면서 예의 민족통일전선의 중요성을 강조하면서 성명을 마무리했다. 친일파, 민족반역자, 국수주의자를 제외한 민주주의 원칙에 따라 조선민족통일전선을 완성하는 것에 전력을 집중해야 한다는 것이다.
이미 좌익 단체들의 조직을 총동원해 1월 3일 신탁통치반대 시민대회가 예정되어 있었다. 조공 중앙위원회는 1월 3일 선전부 명의로 설명서를 부랴부랴 다시 발표하였다. 결국 서울시인민위원회, 반파쇼공동투정위원회 등이 공동주최한 신탁통치반대 서울시민대회는 오후 1시 서울 운동장에서 열렸다. 그런데 신탁통치 반대를 하러 나온 시민들은 어리둥절해졌다. 대회 이름부터 ‘민족통일 자주독립촉성 시민대회’로 바뀐 데다가 ‘신탁통치 절대반대’라는 플래카드를 들고 나온 시민들이 주최측과 충돌하는 일이 벌어졌다. 주최측은 원래 예정된 신탁통치 반대 연설 대신 3상 회의 취지 설명회를 진행했고, 주최측이 동원한 공산당원들이 ‘외상회의 절대지지’, ‘인민공화국 사수’, ‘김구 이승만 타도’, ‘철시파업 즉시중단’ 등의 구호를 외치며 시가 행진을 주도했다. 그러자 신탁통치 반대를 위해 참가했던 많은 시민들이 욕설을 하면서 흩어져 버렸다.
당시 반탁의 열기가 너무 거세자 소련의 지시로 조선 공산당은 신탁통치란 말을 쓰지 않고 '후견'이라는 말로 바꾸어 불렀다. 하지만 1946년 1월 5일 미국 뉴욕타임즈 기자 존스턴 등 내외신 기자단이 신탁통치에 대한 박헌영의 입장에 대해 인터뷰를 하면서 오보 사건이 터졌다. 인터뷰에서 박헌영은 현재 한국은 소비에트화할 단계가 아니라고 말하고 미군정이 반탁운동에 라디오 사용을 허락하는 등 반탁운동을 옹호, 고무하고 있다, 인민위원회 등 민주주의 세력을 대량으로 검거한다고 비판하였다. 이어 박헌영은 '소비에트 조선이 언제 될지 모르지만, 가령 된다 해도 소비에트 조선은 언제나 독립국이오.'라고 대답했다. 그러나 존스턴 기자는 이를 교묘하게 짜깁기해서 '박헌영은 조선이 소련의 신탁통치를 반대하지 않는다. 또 조선이 몇 십 년 후에는 소련이 편입된다는 의견을 피력했다.'는 내용의 허위기사를 작성했다.

## 경과

### 준비 과정

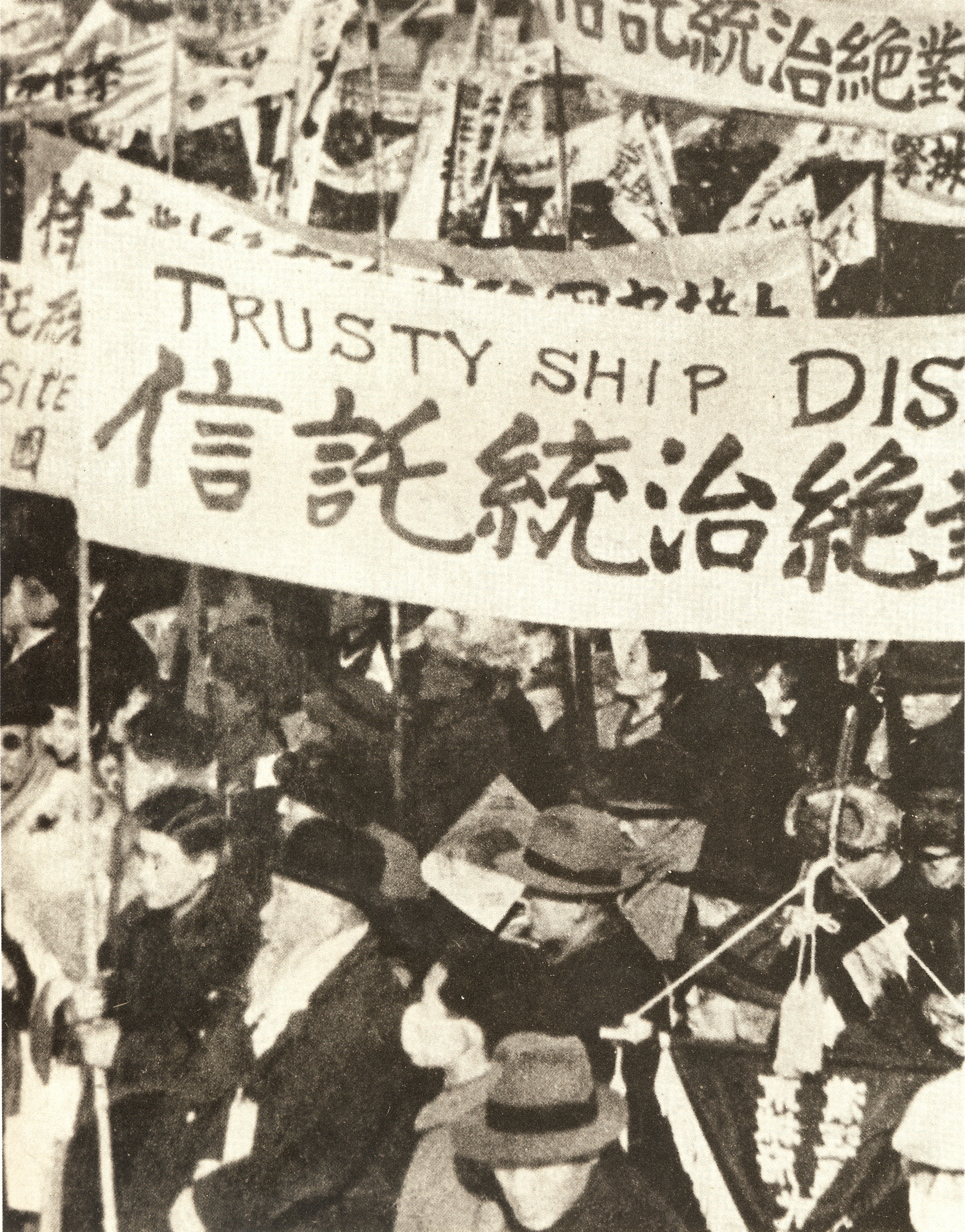
신탁통치 반대운동 집회.

소련이 신탁통치를 주장한다고 알려지자 조선공산당에서는 공식적인 입장을 내놓지 않았으나 보도가 나온 시점부터 전국적으로 반탁의 열기가 거셌기 때문에 좌익 계열에서도 개인 자격이나 비공식적인 입장에서 반탁의 입장을 내놓았다. 박헌영은 타스 통신에서도 이 내용의 보도가 없었기에 서울 재주 소련 영사관에 문의했으나 소련 영사는 모스크바에 가 있었고 영사관에서도 모스크바로부터 내려온 지시가 없었다는 답변만을 들었다. 박헌영은 결국 해가 바뀌기 전 12월 28일 38도선을 넘어 평양으로 향했고 그곳에서 모스크바로부터 지시를 받고 내려온 소 군정 담당자와 소련 영사, 그리고 김일성 등과 만나 찬탁 노선을 지시받는다. 그는 해가 바뀌자마자 서울로 돌아왔고 1월 2일 저녁 조선공산당은 찬탁 노선으로 입장을 정한 뒤, 1월 3일로 예정되어 있던 서울 시민 동원 반탁운동 행사를 찬탁 행사로 바꾸어 버린다.
이와는 달리 12월 27일부터 (약간의 좌익 인사들을 포함해서) 우익과 중도 계열 정당 및 사회단체의 대표들이 김구가 머물던 경교장에 모였다. 이승만은 감기몸살로 집에 칩거중이어서 참석하지 못했다. 김구와 임정 세력은 신탁통치 반대 국민 총동원 위원회를 조직하고 임시정부 국무위원회가 이를 지도하도록 함으로써 정국을 주도하는 계기로 삼으려고 했다. 거기서 한 발 더 나아가 "탁치 순응자는 반역자로 처단한다."는 강경한 입장과 함께 전국적인 파업을 명령하며 미 군정 치하의 경찰을 비롯한 한인 관리들에게 임정의 명령을 따르라는 국자(포고령)를 반포한다. 이는 미 군정의 입장에서 볼 때 명백한 쿠데타의 시도였고, 하지는 김구 등 임정 요원들을 강제로 체포해 중국으로 추방할 것을 고려했으나 김구를 불러 개인적으로 경고하는 선에서 그쳤다. 김구는 하지와 면담을 한 후 선전부장 엄항섭을 시켜 반탁운동은 신탁통치 반대가 목적이지 군정을 반대하거나 동포들의 일상생활을 곤란하게 하려는 것이 아니므로 모두 복귀하기를 바란다는 라디오 방송을 한다.

### 중재와 송진우 피살
미 군정은 12월 29일에야 본국으로부터 관련 지시를 받았고, 하지는 송진우 등을 불러 신탁통치가 결코 나쁜 것만은 아니니 격렬한 반대를 자제하도록 부탁했다. 송진우는 12월 29일 밤 경교장 회의에 참석해 임정이 여론을 몰아 미군정을 접수하고 정권을 탈취하겠다는 방향으로 논의를 끌고가자 이것이 무모한 시도라고 판단해 냉정을 촉구하는 발언을 했다. "여러분의 그런 생각이 모두 애국심에서 나온 것이란 걸 나도 알고 있지만 나라를 이끄는 지도자들로서 우리가 경박해서는 안되겠지요. 여기 누구라도 모스크바 3상회의에서 결정된 의정서의 원본을 제대로 읽어본 분이 있습니까? 내가 알고 있기로는 그 내용이 미소공동위원회를 설치한 후 한국의 정당 · 사회단체들과 협의해서 남북을 통일한 임시정부를 세우고 5년 이내의 신탁통치를 하는 것으로 되어 있는데, 내가 알고 있는 게 정확하다면 길어야 5년이면 통일된 우리의 독립정부를 세울 수 있는 것을 그렇게 극단적인 방법으로까지 반대할 이유는 없지 않겠습니까? 어차피 우리가 우리 힘으로 정부를 세운다고 해도 현재 이렇게 분할 통치되고 있는 상황이고 강대국간에 전후 문제가 아직 해결되지 않은 상태에서 우리가 그들의 합의 없이 마음대로 할 수 있는게 아니지 않습니까. 신탁통치가 길어야 5년이라고 하니 3년이 될 수도 있는 것인데 그렇게 거국적으로 반대할 이유가 뭐 있습니까. 물론 나도 신탁통치는 반대합니다. 그러나 반대 방법은 다시 한 번 여유를 가지고 냉정히 생각해 봅시다."
이 말이 끝나자마자 격렬한 반발이 튀어나왔다. 송진우는 이 발언을 하고 돌아간 새벽 자택에서 한현우 등에 의해 총탄을 맞고 사망한다. 아직 그 배후는 정확히 밝혀지지 않았지만 송진우 암살 직후부터 김구의 임정(한독당) 계열에서 송진우를 죽였다는 소문이 돌았던 것은 사실이다. 적어도 임정 노선을 지지하는 입장에서 볼 때 차분하고 냉정한 송진우의 발언이 자신들의 '제2의 독립운동'에 찬물을 끼얹는 것이 될까봐 거슬렸다.

### 반탁 총파업의 실패
대한민국 임시정부는 12월 30일 포고령을 내려 전국민 파업을 지시했다. 12월 30일 아침부터 전국적으로 신탁통치 반대 파업이 발생했다. 미군정 청의 한국인 직원들은 모두 총파업했고, 존 하지 사령관의 한국인 비서들도 파업에 동참했다.
반탁시위를 조직하고 전국적인 파업이 계속되는 가운데 임정은 국자(國字) 제1호를 발표, 미군정에 정권 이양을 요구하고 정부를 접수하려 했다. 국자 제1호라는 것은 미군정 소속의 경찰기구에서 근무하고 있는 조선인 직원은 전부 임정의 지휘하에 예속케 한다는 등의 내용을 담고 있었다. 이 국자 제1호, 2호는 대한민국 임시정부 내무부장 신익희의 명의로 발표된 것인데, 조선총독부 치하에서 조사과장을 역임했던 최하영(창씨명:香山夏永)과 조선총독부 함경남도 경찰부 보안과 경시와 조선총독부 식산국 사무관을 역임한 한동석(창씨명:朝川東錫) 등이 작성하였다.
그러나 임정의 무모한 쿠데타 시도가 무위로 돌아간 후 우파 내에서도 신탁통치가 불가피하다고 본 김규식, 안재홍은 반탁에서 찬탁의 입장으로 돌아섰다. 초기에는 신탁통치를 반대했으나 1945년 12월 27일 모스크바 3상 회의의 결과문을 입수한 김규식은 반탁에서 찬탁으로 돌아선다. 이후 김규식을 암살하려는 암살단이 조직되었고, 암살단은 김규식의 자택인 삼청장의 담을 넘다가 걸려, 도주하기도 했다. 이후 김규식은 수시로 거처를 옮겨다녀야 했고, 밤에도 잠자리를 여러 번 옮겨야 했다.

### 찬탁론
오보로 찬탁론자로 몰린 박헌영은 뒤에 찬탁론자로 변신한다. '신탁통치는 식민통치의 한 방식이며, 이를 찬성하는 자는 반역자이기 때문에 제거해야 한다.'고 믿은 광신자들은 찬탁으로 전환한 박헌영, 여운형을 암살의 표적으로 삼았다.
우파 내에서도 신탁통치 찬성 노선이 대두되었다. 송진우는 김구, 이승만의 강력한 반탁운동에 비판적이었다. 송진우는 미국을 적으로 돌리면 공산당이 어부지리를 얻는다는 생각에서 김구와 맞섰다. 송진우는 12월 29일 저녁 10시부터 경교장에서 열린 임시정부 요인과 우파 회의에서 신탁통치의 불가피성을 설명했다.
송진우의 이러한 주장이 신탁통치를 찬성하는 것이라고 착각한 김구의 추종자 가운데 현직 경찰관 한현우 등 6명은 1945년 12월 30일 새벽 6시, 그를 서울 원서동 자택에서 저격·사살했다.

## 결과
1946년 1월 15일 미국 샌프란시스코의 방송에서 '박헌영이 존스턴에게 1국 신탁제를 지지하며, 향후 10~20년 이내에는 소련에 합병되어야 한다.'고 말한 것으로 방송되었다. 미군정은 이를 '보도자료'로 담았고, 한국신문들은 이를 크게 보도하여 파문을 일으켰다. 박헌영은 신탁통치 찬성 부인성명을 발표하였고, 조선일보는 방송의 보도와 박헌영의 부인 담화를 함께 실었다.
박헌영은 동아일보에 자신이 신탁통치에 찬성한 것처럼 기사를 오보한 것에 대한 정정과 사과를 요구했다. 그러나 동아일보에서는 그가 신탁통치에 찬성했다는 오보에 대한 사과를 거부했다. 한국민주당은 박헌영이 '신탁통치를 찬성했다'는 오보에 이어 그가 '조선이 소련의 속국이 되어야 한다', '조선이 소련 연방의 한 국가가 되어야 한다'는 주장을 했다는 누명을 씌웠다.
또한 《동아일보》 1945년 12월 27일자 기사에서 〈소련은 신탁통치 주장, 미국은 즉시 독립 주장, 소련의 구실은 38선 분할점령〉이라는 사실과는 정반대인 보도를 내었는데, 이는 12월 25일자 AP와 UP 통신의 미국발 기사를 받아 쓴 것이다. UP 통신의 당시 기사 원문이 남아 있어 확인 가능하다. 당시 소련은 신탁통치를 시행할 의도는 없었고, 한반도가 소련의 전후 복구에 자원을 제공해 주기만을 바랐다. 이러한 목적은 북한 지역만으로 충분했고, 소련은 이를 위해 확고한 기반을 구축하는 데에만 전념했다. 반면 한국에 대한 신탁통치는 미국의 일관된 정책이었고, 소련이 한반도를 단독으로 장악할 것을 우려하여 그러한 정책을 일관되게 추진한다.
1946년 1월 16일자에서 '조선을 소련의 속국으로-상항 방송이 전하는 박헌영의 희망'이라는 기사와, '박헌영의 매국언동, 한민당에서 배격을 결의'라는 기사를 싣고, 17일 크게 지면을 할애하여 '조공 박헌영씨 언동에 큰 파동, 전국적으로 배격운동, 각 정당과 50개 단체 분연 궐기'라고 보도하였다. 1월 18일 동아일보는 이것을 가지고 다시 사설을 썼다. 반탁단체들은 동아일보 보도대로 박헌영 타도를 결의하였고, '매국적징치 긴급단체협의회'를 조직, 결성하였다. 박헌영은 곧 부인담화를 발표하였고, 1월 5일 합동기자회견에 참석했던 외신 기자들이 박헌영의 주장이 옳다는 공동성명서를 냈다. 그러나 존스턴은 다시 자기 주장이 옳다고 말하였고, 동아일보에서는 '뉴욕타임즈에 오보는 없다. 존스턴씨와 박헌영씨의 회담진상 경위'라는 제하로 기사를 보도하였다. 이후 박헌영은 신탁통치에 찬성한 것처럼 알려져 왔고, 반탁단체들의 성토 대상이 되었다.
결국 찬탁론자에다가 친소파로 몰리게 된 박헌영은 1946년 2월 신탁통치 찬성으로 돌아섰고, 소련이 찬탁 지령을 조선공산당에 내리면서 찬탁론자가 되었다. 서울에서 그는 우익단체들의 테러의 대상이 되기도 했다. 신탁통치는 식민통치의 한 방식이며 이를 찬성하는 자는 반역자이기 때문에 제거해야 한다고 믿은 우익 청년단원들은 찬탁으로 전환한 박헌영, 여운형을 암살의 표적으로 삼았다. 김원봉, 허헌도 표적이 되었고, 그밖에 진영을 넘어 김규식, 안재홍, 배은희, 명제세, 장덕수 등도 암살의 표적이 되었다.

## 비판
독립운동가이자 의열단 단장이며 좌파 단체인 민족주의 민주전선에서 활동한 김원봉은 반탁운동을 흥선대원군의 쇄국정책에 비유하여 비판하였다. 김원봉에 의하면 반탁운동에 대해서 이것을 흥선대원군의 쇄국양이에 비기고 "프랑스 함대와 미국 함대를 격퇴시킨 병인양요(1868년)와 신미양요(1871년)는 그 나름대로 민족적, 국수주의적 견지에서 통쾌한 일이었지만, 그러나 세계 정세에서 살펴보면 민족의 장래를 그르치게 한 어리석은 짓이었다."라는 것이다.
문제는 김원봉 자신도 1945년 말에는 적극적으로 반탁을 주장하다 1월 초 다른 좌익들과 함께 찬탁으로 태도를 표변한 사람이므로, 그의 주장도 자신의 변신을 합리화하기 위해 그다지 관계도 없는 사례를 끌어와 꾸며낸 말에 불과하다는 것이다.
신탁통치안이 처음 보도된 1945년 말에는 좌우 구분없이 전국민이 반탁을 외쳤으며 이것은 자연스런 국민감정의 발로였다. 그러나 1월 2일 경부터 좌익진영이 찬탁으로 태도를 돌변하고, 1월 3일에 예정됐던 반탁 집회를 당일날 찬탁집회로 돌변시킨데서도 드러나듯 이들의 배후에는 다른 세력의 의사가 개입되어 있었던 것으로 보인다. 미군정 당국도 좌익진영의 태도 돌변에는 소련의 의사가 개입된 것으로 판단하고 있었다.
그러나 좌익의 입장변화는 모스크바 3국 외상회의의 내용이 전달된 이후에 일어났으며, 그것을 소련의 일방적 지시에 의한 변화라고 매도하기는 어렵다. 또한 좌익의 공식적 입장은 신탁통치 찬반에 국한되지 않으며 모스크바 3국 외상회의의 내용에 총체적 지지였으므로 이를 감안하여 접근해야 한다.
모스크바 3국 외상회의의 주체는 소련뿐 아니라 미국도 해당되며 '모스크바 3국 외상회의 내용의 총체적 지지'의 지지대상이 소련만 해당될 수 없다는 것은 주지의 사실이다.

## 기타
한편 반탁운동은 해방정국에서 발생한 극우 단체들의 좌파 및 찬탁론자 제거, 테러 및 미수사건을 정당화하는 논거를 제공했다.
한국 전쟁 중 조선인민군과 남조선노동당원들은 지역유지들 외에 신탁통치 반대운동 참가자들을 색출하여 처형하는 일을 주관했다.

## 참고 자료
- <광복 5년사 쟁점 재조명><1부>(16)신탁통치가 분단 막았을까? 동아일보 2004-12-05
- <광복 5년사 쟁점 재조명><1부>(17) 삼상회의 보도 동아일보 2004-12-12
- <광복 5년사 쟁점 재조명><1부>(18·끝)에릭 반 리 인터뷰 동아일보 2004-12-19 : 소련의 의도는 처음부터 북한 분할 통치. 신탁통치안은 속임수에 불과.
- <모스크바 3상회의 60주년> 좌익 '찬탁돌변' 남북분단 불러 동아일보 2005-12-29
- Independence of Korea is being urged United Press, December 25 1945 : 논란이 된 UP 기사 전체 원문이 존재함.

## 같이 보기
| - 김구 - 이승만 - 김규식 | - 김성수 - 조만식 - 박헌영 | - 여운형 - 권오석 - 모스크바 3상회의 |